# John Jackson (astrònom)
John Jackson   (Paisley, 11 de febrer de 1887 - Surrey, 9 de desembre de 1958) va ser un astrònom escocès.

## Vida i Obra
Jackson va ser educat a la seva vila natal fins al 1903. Com que havia fet els estudis en ciències, va estar el curs següent estudiant llatí per poder accedir a la universitat. El 1904, amb una beca, va ingressar a la universitat de Glasgow. Les classes de l'astrònom escocès Ludwig Becker va tenir molta influència en ell, que, inicialment, havia pensat estudiar química, però que es va graduar en astronomia i matemàtiques el 1908. Els anys següents va anar a la universitat de Cambridge on va superar els exàmens de matemàtiques el 1910 (part I) i el 1912 (part II) i obtenint el premi Smith el 1914.
El 1914 va ser nomenat assistent en cap del Reial Observatori de Greenwich, substituint Sydney Chapman qui havia renunciat recentment. Va ocupar aquest lloc durant dinou anys, fent observacions i recerques importants sobre les estrelles dobles, sobre els rellotges de Shortt i la reducció de les observacions fetes a l'Observatori Radcliffe (Oxford) a finals del segle xviii.
El 1933 va ser nomenat astrònom reial de Sud-àfrica i es va traslladar a l'observatori de Ciutat del Cap, on va romandre fins a la seva jubilació el 1950. Va retornar a Anglaterra i va fixar la seva residència a Surrey, on va morir el 1958.